# گوردون فریزر
گوردون فریزر (انگلیسی: Gordon Fraser؛ زادهٔ ۱۹ نوامبر ۱۹۶۸ ‏(۵۶ سال)) دوچرخه‌سوار اهل کانادا است.
از باشگاه‌هایی که در آن بازی کرده‌است می‌توان به تیم دوچرخه‌سواری یونایتدهلثکر اشاره کرد.